# Albuera (Leyte)
Albuera é um município de  terceira classe de renda municipal (d) na província Leyte, nas Filipinas. De acordo com o censo de 1 de maio  de  2020 possui uma população de 47 151 pessoas e 11 992 domicílios.